# Антоан Божилов
Антоан Божилов е български лекоатлет, параолимпиец, състезател в дисциплината скок на дължина.

## Биография
Антоан Божилов е роден през 1994 година в София с увреждане на лявата ръка. Възпитаник на НФСГ и УНСС, където придобива бакалавърска степен по застраховане и социално дело и магистърска степен по финансов мениджмънт. 

## Спортна кариера
През 2012 г. на Европейското първенство за хора с увреждания до 23 години в Бърно, Божилов печели златни медали в дисциплините 100 м и скок на дължина. Следващата година той защитава титлите си отново в Бърно, а на Световното първенство до 23 г. в Маягуес (Пуерто Рико) печели два бронзови медала в дисциплините 100 м и 200 м.
През 2014 г. на Световното първенство до 23 г., провело се в Стоук Мандевил (Англия), Антоан печели бронзов медал в скока на дължина, а в щафетата 4х100 м (заедно с Християн Стоянов, Камен Минков и датчанина Даниел Йоргенсен) стават световни шампиони. 
Той печели златен медал в дисциплината скок на дължина с резултат 6,26 м. на Световното първенство за младежи с увреждания в Щадсканаал (Нидерландия) през 2015 г.  През ноември същата година, заедно с останалите медалисти, Антоан Божилов получава отличие от Българския олимпийски комитет. 
През следващата 2016 г. в Прага (Чехия) той става световен шампион при последното си състезание при младежите – в дисциплината 100 м с резултат 11,80 сек. При първото си състезание при мъжете – Европейското първенство в Гросето (Италия), Антоан се класира на 6-о място в скока на дължина.
На Световното първенство за мъже в Лондон (Англия) през 2017 г. параатлетът завоюва две 7-и места в дисциплините скок на дължина и троен скок. 
Следващата година е най-успешната в кариерата му. През 2018 г. Антоан Божилов става европейски шампион на скок дължина с резултат 6,62 м. 